# Корольове
Корольо́ве (до 1948 — Коджалар, крим. Qocalar) — село Керченського району Автономної Республіки Крим.

## Населення
Згідно з переписом УРСР 1989 року чисельність наявного населення села становила 102 особи, з яких 44 чоловіки та 58 жінок.
За переписом населення України 2001 року в селі мешкало 125 осіб.

### Мова
Розподіл населення за рідною мовою за даними перепису 2001 року:
| Мова              | Відсоток |
| ----------------- | -------- |
| кримськотатарська | 50,40 %  |
| російська         | 39,20 %  |
| українська        | 7,20 %   |
| болгарська        | 0,80 %   |
| інші              | 2,40 %   |